# فرانك أرلينغتون بريغز
فرانك أرلينغتون بريغز (بالإنجليزية: Frank A. Briggs)‏ وهو سياسي أمريكي ينتمي إلى الحزب الجمهوري ولد فرانك أرلينغتون بريغز في 15 أيلول - سبتمبر من سنة 1858 في ولاية مينيسوتا الأمريكية في عام 1881 انتقل بريغز إلى إقليم داكوتا (انذاك لم تكن بعد داكوتا الشمالية وداكوتا الجنوبية ولايات أمريكية) أصبح فرانك أرلينغتون بريغز حاكما على ولاية داكوتا الشمالية وقد استمر في منصبه هذا إلى وفاته في 9 آب - أغسطس من عام 1898.